# Tejmuraz Gabašvili
Tejmuraz Besikovič Gabašvili, traslitterato in Teymuraz Gabashvili (in russo Теймура́з Бесикович Габашви́ли?; in georgiano თეიმურაზ გაბაშვილი?; Tbilisi, 23 maggio 1985), è un tennista russo di origini georgiane.

## Biografia
Nato a Tbilisi, nell'allora repubblica sovietica di Georgia, crebbe a Mosca.

### Esordi
Divenne professionista nel 2001.
Il suo debutto è datato 2004, quando a Båstad perse dal francese Olivier Patience. Nel 2005 conquista in suo primo titolo Challenger.

### 2005–2014
In questo periodo Gabashvili trionfa in vari Challenger e nel 2010 raggiunge gli ottavi di finale al Roland Garros. Nel 2007 ad Indianapolis (ATP 250) raggiunge la finale in doppio insieme ad Ivo Karlović.

### 2015: un ATP in doppio, vittorie nei Challenger e ottavi al Roland Garros
Nel 2015 si impone nel torneo ATP 250 di Houston con Ričardas Berankis. Nel singolare vince tre tornei Challenger, tutti in Uzbekistan e raggiunge gli ottavi di finale al Roland Garros per la seconda volta.

### 2017–2021: vittorie in doppio, ATP Cup 2020
Nel 2017 al Challenger di Gimcheon si classifica primo nel doppio e secondo nel singolare. Nella specialità di coppia conquista anche un Challenger nel 2019 e uno nel 2020, oltre ad un ITF nel 2018. In singolare si aggiudica un ITF in Egitto nel 2018. Nel 2020 disputa l'ATP Cup, rappresentando di nuovo la Russia in nazionale dopo quattro anni. Gioca tre doppi insieme a Konstantin Kravčuk, vincendone due. Nel 2021 torna in finale in un Challenger, perdendo da Jenson Brooksby in tre set.

### La squalifica
Nel novembre 2021 è reso noto che Gabashvili è risultato positivo ad un test dell'antidoping nel giugno precedente. Viene perciò squalificato per 20 mesi, potendo tornare in campo nel 2023.

### 2023: ritorno in campo
Torna in campo ad agosto 2023 e ad ottobre vince un torneo ITF in doppio a Telavi, in Georgia, insieme ad Aleksandre Metreveli.

### In Coppa Davis
Dal 2009 al 2016 è stato anche membro della squadra russa di Coppa Davis. Nel 2010 ha preso parte agli ottavi di finale vinti dalla Russia 3-2 contro l'India. Malauguratamente per lui i due incontri persi dalla Russia contro l'India, seppur ininfluenti ai fini del risultato finale, sono stati proprio quelli a cui ha preso parte Gabashvili. Nel turno successivo, in cui la Russia venne eliminata dall'Argentina, Gabashvili non fu convocato.

## Statistiche

### Doppio

#### Vittorie (1)
| Legenda doppio            |
| Grande Slam (0)           |
| ATP World Tour Finals (0) |
| ATP Masters 1000 (0)      |
| ATP World Tour 500 (0)    |
| ATP World Tour 250 (1)    |

| Numero | Data           | Torneo                                       | Superficie  | Compagno          | Avversari in finale     | Punteggio |
| 1.     | 12 aprile 2015 | U.S. Men's Clay Court Championships, Houston | Terra rossa | Ričardas Berankis | Treat Huey Scott Lipsky | 6–4, 6–4  |

#### Finali perse (1)
| Legenda doppio            |
| Grande Slam (0)           |
| ATP World Tour Finals (0) |
| ATP Masters 1000 (0)      |
| ATP World Tour 500 (0)    |
| ATP World Tour 250 (1)    |

| Numero | Data           | Torneo                                          | Superficie | Compagno     | Avversari in finale                  | Punteggio        |
| 1.     | 30 luglio 2007 | Indianapolis Tennis Championships, Indianapolis | Cemento    | Ivo Karlović | Juan Martín del Potro Travis Parrott | 6-3, 2-6, [6-10] |

### Tornei minori

#### Singolare

##### Vittorie (15)
| Legenda tornei minori |
| Challenger (10)       |
| Futures (5)           |

| Numero | Data           | Torneo                             | Superficie     | Avversario in finale  | Punteggio     |
| 1.     | 2005           | Poznań                             | Terra rossa    |                       |               |
| 2.     | 2008           | Telde                              | Terra rossa    |                       |               |
| 3.     | 2008           | Karlsruhe                          | Terra rossa    |                       |               |
| 4.     | 2008           | Milano                             | Terra rossa    |                       |               |
| 5.     | 2008           | Mons                               | Terra rossa    |                       |               |
| 6.     | 2013           | Karshi Challenger, Karshi          | Cemento        |                       |               |
| 7.     | 2013           | Samarkand Challenger, Samarcanda   | Terra rossa    |                       |               |
| 8.     | 9 maggio 2015  | Karshi Challenger, Karshi          | Cemento        | Evgenij Donskoj       | 5-2 rit.      |
| 9.     | 16 maggio 2015 | Samarkand Challenger, Samarcanda   | Terra rossa    | Yuki Bhambri          | 6-3, 6-1      |
| 10.    | 21 giugno 2015 | Fergana Challenger, Fergana        | Cemento indoor | Alexander Kudryavtsev | 6-2, 1-0 rit. |
| 11.    | 8 aprile 2018  | Egypt F12 Futures, Sharm El Sheikh | Cemento        | Lucas Miedler         | 6-2, 6-3      |

##### Finali perse (1)
| Legenda tornei minori |
| Challenger (1)        |
| Futures (0)           |

| No. | Data             | Torneo                      | Superficie | Avversario in finale | Punteggio     |
| 1.  | 21 febbraio 2021 | PotchOpen II, Potchefstroom | Cemento    | Jenson Brooksby      | 6-2, 3-6, 0-6 |

## Risultati nei tornei del Grande Slam
| Tornei Grande Slam         |     |     |     |     |     |     |     |     |     |     |     |     |       |
| Australian Open, Melbourne | A   | 1T  | Q1  | 1T  | 1T  | 1T  | A   | A   | 3T  | 1T  | 1T  | Q1  | 2-7   |
| Roland Garros, Parigi      | A   | 1T  | A   | 2T  | 4T  | 1T  | Q1  | Q3  | 2T  | 4T  | 3T  | 1T  | 10-8  |
| Wimbledon, Londra          | A   | 1T  | A   | 1T  | 2T  | 1T  | Q2  | 1T  | 1T  | 1T  | 1T  |     | 1-8   |
| US Open, New York          | 2T  | 2T  | 1T  | 1T  | 1T  | A   | 1T  | Q1  | 3T  | 2T  | 1T  |     | 5-9   |
| Vittorie–Sconfitte         | 1-1 | 1-4 | 0-1 | 1-4 | 4-4 | 0-3 | 0-1 | 0-1 | 5-4 | 4-4 | 2-4 | 0-1 | 18-31 |